# Зюбрак Іван
Іван Зюбрáк (нар. невідомо, с. Білий Потік — †15 травня 1923, Канада) — громадський діяч.

## Життєпис
Іван Зюбрак народився (невідомо) в селі Білий Потік Чортківського району Тернопільської області, нині Україна.
Один із українських перщопоселенців у Канаді. Прибув сюди перед 1-ю світовою війною, працював на залізниці.
Член-засновник української читальні імені Тараса Шевченка в Портредж-ла-Прері та української церковної громади. Трагічно загинув.

## Джерело
- Волинський Б. Зюбрак Іван // Тернопільський енциклопедичний словник : у 4 т. / редкол.: Г. Яворський та ін. — Тернопіль : Видавничо-поліграфічний комбінат «Збруч», 2004. — Т. 1 : А — Й. — С. 663. — ISBN 966-528-197-6.